# Ján Seneš
Ján Seneš (3. února 1924 Košice – 28. května 1992 Bratislava) byl slovenský speleolog, geolog a paleontolog. Jako geolog se věnoval hlavně výzkumu neogenních sekvencí Slovenska a okolních oblastí.

## Život

### Studium

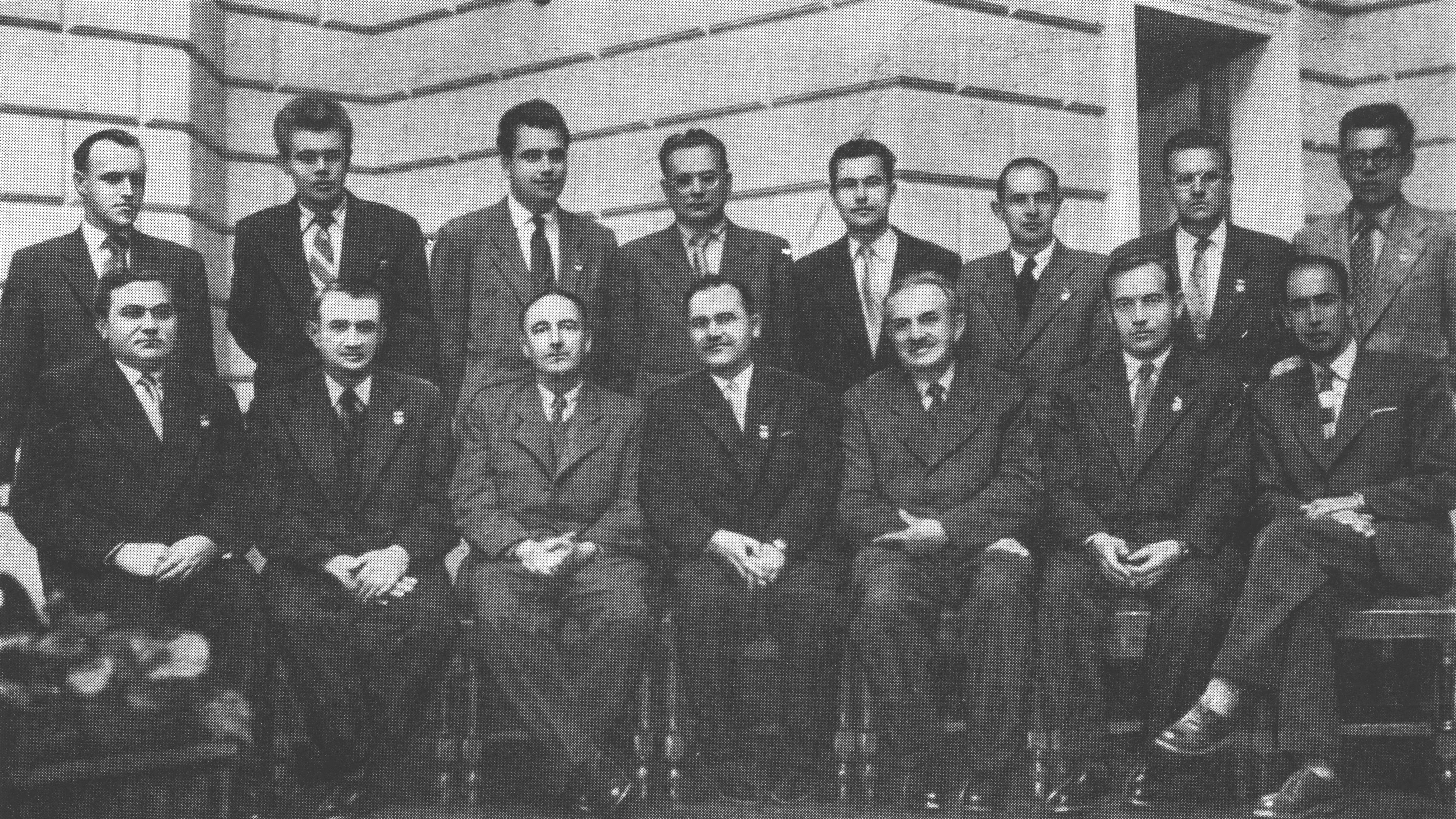
Československá delegace na sjezdu Karpatsko-balkánské geologické asociace ve Lvově (1958). Ján Seneš, sedící úplně vpravo

Narodil se v Košicích, kde absolvoval středoškolské studium. Geologii studoval na univerzitách v Budapešti a Bratislavě.

## Kariéra

### Speleolog, speleopotápěč, speleokartograf
Během studia v Budapešti, ve válečných letech, spolupracoval jako člen „Sekce pro jeskynní výzkum při Univerzitním turistické spolku v Budapešti“ s významným maďarským geologem a speleologem Károly Bertalanem na speleologickém výzkumu Silické planiny ve Slovenském krasu (1942–1944). Zabýval se především jeskynní soustavou Vápenného vrchu, Silicko-gombaseckou jeskynní soustavou a jejími podsoustavami a též Brezovsko-kečovskou jeskynní soustavou. Už v té době spolupracoval s Jánem Majkem, objevitelem Domice a mnoha jiných jeskyní na Slovensku. Patřil mezi první průzkumníky, kteří zdolali nejhlubší propasti v severní části Silické planiny (např. Malá žomboj, −142 m). V létě 1953 byl členem velké expedice n. p. Turista, která měla za cíl zdolat, prozkoumat a zmapovat v té době nejhlubší známou jeskyni tehdejšího Československa – Barazdaláš (Brázda, −181 m). Vedl měřičský tým, zhotovil plán jeskyně a zároveň ji zdokumentoval z geologického hlediska. Měl velký cit pro zobrazení podzemních prostor. Zaměřil množství jeskyní, mnohé ve spolupráci se spolupracovníky Z. Krupárem a Š. Vargou.
Mezi jeho významné speleokartografické práce patří plány Drienovské jeskyně (Jasovská planina) a Hačavské jeskyně (Zádielská planina).
Věnoval se i speleopotápěčství. Prozkoumal několik jeskynních sifonů (např. Bezodná ľadnica, Majkova jaskyňa). Speleologií se zabýval i v pozdějších letech, kdy už pracoval jako geolog. Byl členem „Poradného zboru pre otázky jaskyniarstva a krasových javov“, který vznikl při Ministerstvu školství a kultury v roce 1956. Publikoval množství speleologicky orientovaných článků a vědeckých prací (např. Problémy a možnosti speleologie v Juhoslovenskom krase). Skutečnost, že se vášnivě věnoval speleologii, ho přiměla k tomu, že v 50. letech 20. století zmapoval relativně rozsáhlé historické podzemí v centru rodného města, mezi Dómem Svaté Alžběty a „Mäsiarskou“ ulicí.

### Geolog, paleontolog, pedagog, potápěč, filmař
Ján Seneš patřil mezi první slovenské geology, kteří absolvovali studium na slovenských univerzitách. Po skončení studia v letech 1947–1952 pracoval jako geolog v Handlovských uhelných dolech, později tři roky působil v podniku Uhoľný prieskum v Turčianských Teplicích. V tomto období se věnoval zejména tematice uhelné prospekce a biostratigrafii třetihorních sedimentů jižního Slovenska. V roce 1955 začal působit v Geologickém ústavu D. Štúra. Zde vedl geologické mapování a uhelnou prospekci na východním Slovensku. Věnoval se výzkumu štúrovského paleogénu, který koreloval s obdobnými výskyty v Maďarsku. Koordinoval přípravu vydání dvou listů přehledných geologických map v měřítku 1 : 200 000 (listy Nové Zámky – Čalovo; Trebišov, Čierna). V roce 1959 obhájil titul CSc. Následně, od roku 1965 působil Geologickém ústavu Slovenské akademie věd. V roce 1967 získal titul DrSc. a na Univerzitě J. E. Purkyně v Brně byl habilitován a stal se docentem. Věnoval se interregionální korelaci stratigrafických stupňů neogénu, přičemž jeho přínos měl velký zahraniční odhlas. Od roku 1967 byl členem předsednictva „Regionální komise pro stratigrafii mediteránního neogénu“ (RCMNS) a později i jejím předsedou. V letech 1973 až 1983 vedl mezinárodní projekt IGCP č. 25 s názvem „Stratigrafická korelace tethydního a paratethydního neogénu“.
Působil i jako vysokoškolský pedagog, přednášel na Univerzitě Komenského a Univerzitě J. E. Purkyně v Brně. Podílel se nebo sám vychoval mnoho budoucích významných geologů.

## Ocenění
Za svou dlouholetou práci byl oceněn mnoha medailemi a oceněními:
- Zlatá medaile Dionýze Štúra za zásluhy o rozvoj přírodních věd
- Medaile J. E. Purkyně
- čestný člen maďarské a rakouské geologické společnosti

## Publikace
Publikoval 213 vědeckých prací, z nichž 9 bylo rozsáhlých monografií. 36 prací vydal v zahraničí. Vydal několik popularizačních článků a byl autorom 3 dokumentárních filmů. Mezi nejvýznamnější z jeho vědeckých prací patří:
- Miozäan der Westkarpaten, 1965 (společně s T. Budayem a I. Cichem)
- Chronostratigraphie und Neostratotypen: Miozän der zentralen Paratethys : M3 (Karpatien) Die Karpatische Serie und ihr Stratotypus. Band 1, 1967
- Chronostratigraphie und Neostratotypen. Miozän der zentralen Paratethys. M1 Eggenburgien. Die Eggenburger Schichtengruppe und ihr Stratotypus. Band 2, 1971 (společně s F. Steiningerem)
- Chronostratigraphie und Neostratotypen: Miozän der zentralen Paratethys : M2 Ottnangien. Die Innviertler, Salgótarjáner, Bántapusztaer Schichtengruppe und die Rzehakia Formation. Band 3, 1973
- Chronostratigraphie und Neostratotypen: Miozän der zentralen Paratethys : M5 Sarmatien. Die Sarmatische Schichtengruppe und ihr Stratotypus. Band 4, 1974
- Chronostratigraphie und Neostratotypen: Miozän der zentralen Paratethys : OM Egerien. Die Egerer, Pouzdřaner, Puchkirchemer Schichtengruppe und die Bretkaer Formation. Band 5, 1975 (spolu s T. Báldim)